# Дворецька сільська рада (Лунинецький район)
Дворецька сільська́ ра́да (біл. Дварэцкі сельсавет) — адміністративно-територіальна одиниця у складі Лунинецького району Берестейської області Білорусі. Адміністративний центр — село Дворець.

## Склад
Населені пункти, що підпорядковувалися сільській раді станом на 2009 рік:
| Населений пункт | Тип  | Населення, осіб (2009) |
| --------------- | ---- | ---------------------- |
| Борки           | село | 185                    |
| Витчин          | село | 817                    |
| Дворець         | село | 1240                   |
| Дятли           | село | 42                     |
| Лодино          | село | 6                      |
| Любачин         | село | 517                    |
| Любожерддя      | село | 7                      |
| Озерниця        | село | 605                    |
| Поле            | село | 11                     |
| Ракитно         | село | 922                    |
| Сосновка        | село | 457                    |
| Средибор'я      | село | 2                      |
| Яворово         | село | 17                     |
| Яжевки          | село | 496                    |
| Язвинки         | село | 1000                   |

## Населення
За переписом населення Білорусі 2009 року чисельність населення сільської ради становила 6324 особи.

### Національність
Розподіл населення за рідною національністю за даними перепису 2009 року:
| Національність               | Осіб | Відсоток |
| ---------------------------- | ---- | -------- |
| білоруси                     | 6255 | 98,91 %  |
| росіяни                      | 37   | 0,59 %   |
| вірмени                      | 17   | 0,27 %   |
| українці                     | 6    | 0,09 %   |
| національність не вказана    | 3    | 0,05 %   |
| поляки                       | 2    | 0,03 %   |
| азербайджанці                | 2    | 0,03 %   |
| латиші                       | 1    | 0,02 %   |
| дві та більше національності | 1    | 0,02 %   |
| Разом                        | 6324 | 100 %    |